# Reginald Skelton
Reginald William Skelton (Long Sutton, 3 giugno 1872 – Adlingbourne, 5 settembre 1956) è stato un ingegnere, fotografo ed esploratore britannico.

## Primi anni
Nato a Long Sutton nel Lincolnshire, entra nella Royal Navy nel 1887. Tra il 1894 ed il 1897 è in Cina sulla HMS Centurion mentre tra il 1899 ed il 1900 è assegnato alla HMS Majestic dove conosce Robert Falcon Scott che nel 1901 lo incarica della supervisione della costruzione della RRS Discovery.

## In Antartide
Scott, impressionato dalle qualità di ingegnere di Skelton, lo prende con sé per la spedizione Discovery in Antartide dandogli anche compiti di fotografo.

## Dopo l'Antartide
Tornato nella Navy, tra il 1906-12 ed il 1916-18, Skelton viene impiegato su sottomarini. Spera di esser scelto da Scott come secondo in comando per la spedizione Terra Nova del 1910-11, ma questi gli preferisce Edward Evans che altrimenti avrebbe intrapreso una spedizione autonoma in Antartide.
Durante la prima guerra mondiale Skelton si guadagna un Distinguished Service Order per la sua partecipazione alla battaglia dello Jutland del 31 maggio 1916. Insignito dell'ordine del bagno nel 1919 continua il suo servizio nella Royal Navy anche dopo il conflitto sino ad arrivare al grado di ammiraglio ingegnere capo della flotta nel 1928. Nel 1931 è cavaliere dell'Impero Britannico e nel 1932 lascia il servizio attivo.

## Riconoscimenti
A lui sono dedicati un inlet, un ghiacciaio, un icefall ed un lévé.